# バソキ屋

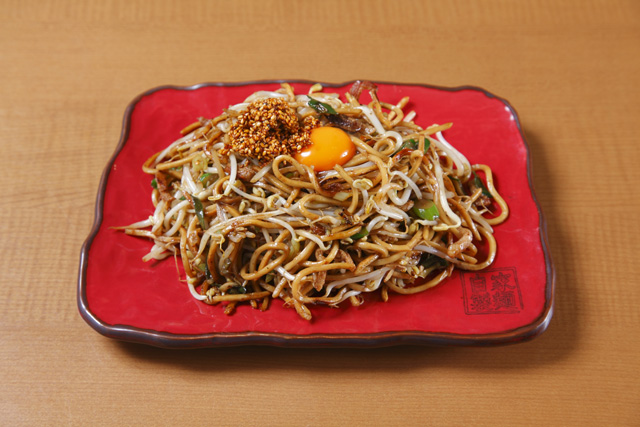
バソキ屋 焼そば

バソキ屋（バソキ-や）、は福岡市南区那の川発祥の焼そば専門の飲食店である。
直営店、春日店　2012年8月オープン
福岡県春日市下白水南7丁目93
春日店は、店舗、製麺所、事務所
製麺所は店舗と併設した形で「吟麦製麺」として2021年10月に移転し、同時に事務所も製麺所・店舗2Fに「basokiya office」として移転　
店舗は「博多バスターミナル店」として　2022年9月に博多バスターミナル8Fに移転。
現在、直営店舗は「バソキ屋 那の川本店」「バソキ屋 博多バスターミナル店」と「吟麦製麺」の3店舗である。

## 沿革
- 2004年（平成16年）9月 - 創業

現在は5店舗展開中。

## 店舗一覧
直営の吟麦製麺は店舗、事務所、製麺所を併設。
現在、のれん分け店舗は　西月隈店・博多駅東店・埼玉県朝霞市店の3店舗。
のれんわけ制度をとっており、本店で働き信用を得たスタッフは、のれん分け店舗として出店